# Ochrotrichia okanoganensis
Ochrotrichia okanoganensis is een schietmot uit de familie Hydroptilidae. De soort komt voor in het Nearctisch gebied.